# Stadio Sant'Elia
Stadio Sant'Elia was een voetbalstadion in Cagliari. Het was de thuisbasis van Cagliari Calcio. 
Het stadion werd in 1970 gebouwd. In 1990 werd het grondig vernieuwd en in 2017 gesloopt.
Het stadion bood na de bouw plaats aan 60.000 personen, maar de staat van het stadion verslechterde en door veiligheidsmaatregelen werd de capaciteit steeds teruggeschroefd, naar 40.919 in 1990, daarna 23.834 en uiteindelijk konden er nog maar 16.000 toeschouwers plaatsnemen. Hierop is besloten een nieuw stadion te bouwen op dezelfde plek. Tussen 2017 en 2021 speelt Cagliari haar thuiswedstrijden daarom in de Sardegna Arena.

## WK interlands
| № | Datum        | Wedstrijd            | Uitslag | Competitie               | Toeschouwers |
| - | ------------ | -------------------- | ------- | ------------------------ | ------------ |
| 1 | 11 juni 1990 | Engeland – Ierland   | 1 – 1   | WK 1990 - Groepsfase (F) | 35.238       |
| 2 | 16 juni 1990 | Engeland – Nederland | 0 – 0   | WK 1990 - Groepsfase (F) | 35.267       |
| 3 | 21 juni 1990 | Engeland – Egypte    | 1 – 0   | WK 1990 - Groepsfase (F) | 34.959       |